# Jimmy Rodrigues

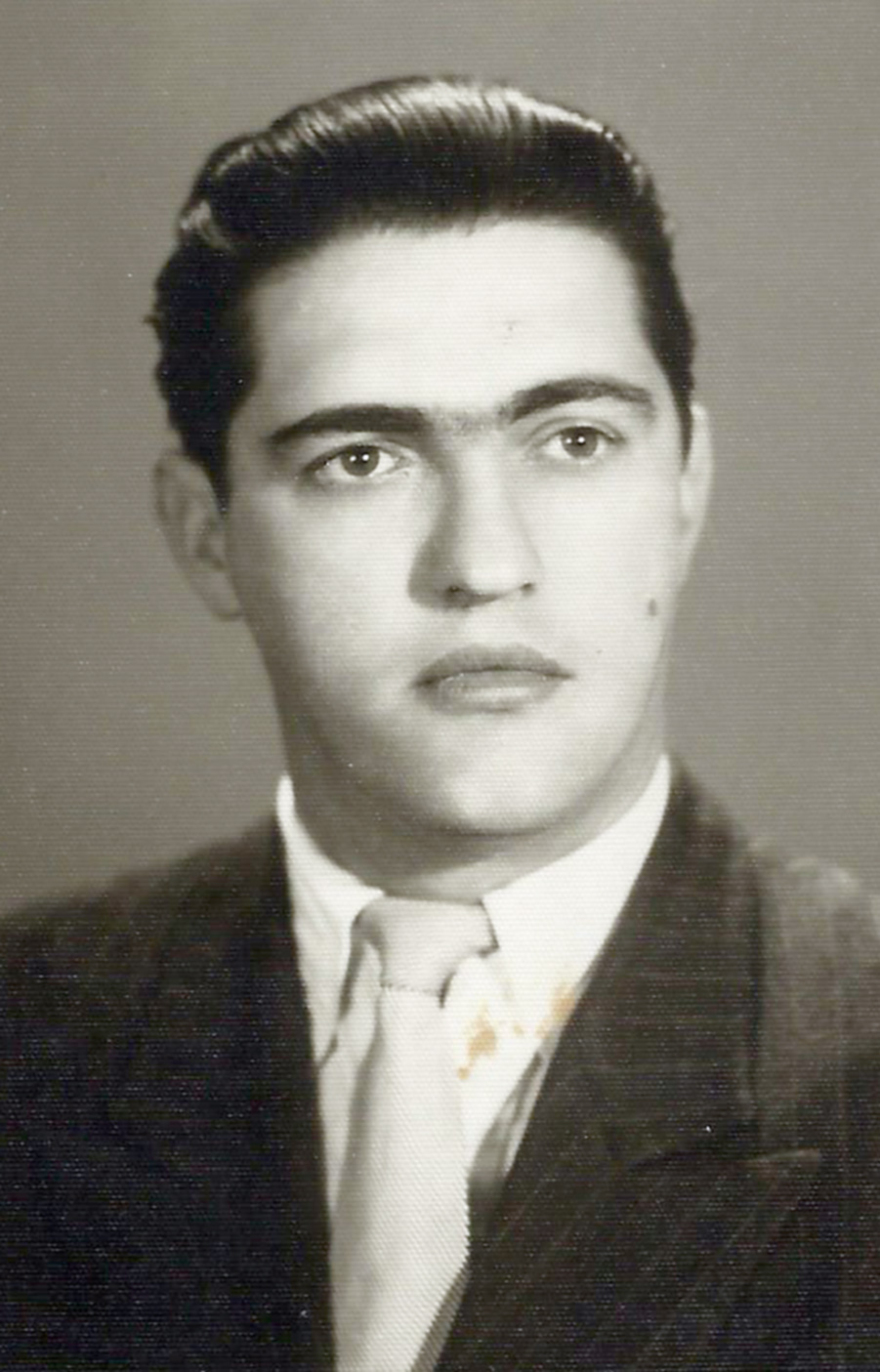
Jimmy Rodrigues.

Jimmy Rodrigues (Caxias do Sul, 31 de agosto de 1925 — Caxias do Sul, 9 de junho de 2013) foi um jornalista, radialista, político, esportista e escritor brasileiro.
Era filho de Elphira Villas Boas e Osvaldo Rodrigues. Desde cedo interessou-se pelas letras, estudou na Escola Normal e revelou-se aluno brilhante, sendo especialmente fluente na redação e ganhando prêmios. Suas primeiras experiências na comunicação foram como locutor em clubes e festas de igrejas. Iniciou sua carreira profissional em 1943 no jornal O Momento, e em 1946 passou a assinar uma coluna diária na Rádio Caxias, apresentada porém por Oswaldo de Assis. Depois trabalhou como redator, editor ou colunista no Correio Riograndense, em A Época e no Pioneiro. Foi diretor do Pioneiro e das sucursais dos jornais porto-alegrenses Última Hora e Zero Hora. Foi um dos fundadores e primeiro editor do Jornal de Caxias, correspondente do Diário de Notícias e do Jornal do Comércio de Porto Alegre, e colunista da revista Acontece. Atuou também na Rádio Caxias como repórter, apresentador, animador de programas, redator de textos publicitários, comediante, redator de radionovelas e ator, vindo a ser seu gerente-geral, e colaborou nas rádios Caxias, Independência, Difusora, São Francisco e Princesa, e na TV Caxias. Na década de 1970 foi acometido de um câncer na garganta, e teve de deixar a locução nas rádios, mas continuou na redação e outras atividades. Durante muitos anos foi delegado regional da Associação Riograndense de Imprensa.
Foi vereador eleito em 8 de novembro de 1959 pelo Partido Democrata Cristão, escolhido presidente da Câmara em 1963. Atuou na Câmara também como redator de atas, revisor de anais e diretor-geral, aposentando-se nesta função em 1979. Depois foi assessor de imprensa da Prefeitura de Caxias, em 1982 tornou-se secretário-geral da administração e no mesmo ano foi chamado para a chefia do Gabinete do prefeito Mansueto Serafini Filho. Em 1984 foi indicado pelo prefeito Mário David Vanin para a Direção Administrativa da Festa da Uva, da qual, em 1965, havia sido secretário executivo. Em 1996, quando era outra vez secretário-geral da administração e chefe do Gabinete, assumiu a Prefeitura interinamente.
Também no esporte deixou uma marca. Por vários anos foi membro da diretoria da Liga Caxiense de Futebol e da Justiça Desportiva da mesma liga. Recebeu várias medalhas em disputas esportivas e o diploma de Atleta Gaúcho pela participação nos IV Jogos Intermunicipais, e foi um dos fundadores do Esporte Clube Juventus. Como escritor deixou sete livros e centenas de crônicas. Foi presidente da Academia Caxiense de Letras.
Sua morte em 2013 foi noticiada em numerosos jornais e foi lamentada por várias personalidades. Na ocasião o prefeito Alceu Barbosa Velho declarou: "Jimmy Rodrigues foi um mestre na arte de auxiliar aos prefeitos com quem ele trabalhou. Independentemente da cor partidária do prefeito, foi sempre um servidor exemplar. Deixa uma contribuição imensurável para a administração pública". José Ivo Sartori, por sua vez, disse que ele "praticamente começou a rádio caxiense. Foi um um grande escritor, um grande jornalista e radialista. Foi ele quem me ajudou na criação do Conselho Municipal do Patrimônio Histórico e Cultural de Caxias (Compahc). Deixa um legado para nossa cidade que valoriza muito a questão das famílias e da história. Para o jornalismo e o radialismo, é uma perda irreparável". Para a acadêmica Maria Angelica Graziottin, Jimmy foi "uma pessoa de grande relevância para Caxias do Sul, e a atuação dele nas letras é muito significativa, tanto na cultura quanto na literatura". O professor do Centro de Comunicação da UCS Marcell Bocchese também se manifestou: "Desde que entrou para o cenário do rádio caxiense, Jimmy sempre foi um dos principais protagonistas. [...] Comentarista nato, como excelente formador de opinião, seus textos puderam ser ouvidos pelas ondas do rádio desde as primeiras transmissões de partidas de futebol. [...] Cronista de Caxias do Sul, o estilo satírico-humorístico do texto de Jimmy Rodrigues marcou época, tanto nas ondas do rádio, quanto nas letras dos jornais. Estilo que o Rio Grande do Sul perdeu no dia 9 de junho de 2013, quando faleceu vítima de insuficiência respiratória aguda. Cala-se a voz que, por décadas, ecoou pelas ondas do rádio nos lares caxienses. Foram quase 70 anos de serviço ao jornalismo, que agora perde uma de suas figuras mais expressivas". Foi velado no Plenário da Câmara e a Prefeitura decretou luto oficial de três dias. Foi casado com Zita Jandira Frizzo, com quem teve os filhos Silvana, Paulo e Wilton Carlos.
Considerado um dos maiores jornalistas de Caxias, sua destacada atuação na imprensa lhe valeu o Troféu ARI — Serra Gaúcha na categoria Homenagem Especial, e pela contribuição à comunidade caxiense recebeu da Câmara o título de Cidadão Emérito. Sua carreira foi objeto de um documentário produzido pelos alunos curso de Jornalismo da Universidade de Caxias do Sul. Em 2014 a TV Câmara de Caxias do Sul batizou com seu nome um dos seus estúdios, quando o vereador Gustavo Toigo relembrou sua trajetória e disse: "Conceder o nome de Jimmy a um espaço de comunicação de relevância social como é a TV Câmara de Caxias do Sul é uma forma de agradecer e reverenciar a trajetória desse reconhecido jornalista que fez muito por nossa cidade na área da imprensa e também como político".